# Cargo (película de 2017)
Cargo es una película de suspenso australiana de 2017 dirigida por Ben Howling y Yolanda Ramke, basada en el cortometraje del mismo nombre estrenado en 2013. Fue protagonizada por Martin Freeman, Anthony Hayes y Caren Pistorius y se basa en una extraña epidemia que convierte a las personas en zombis y en la lucha de un padre por proteger a su 
pequeña hija en tan hostil entorno.
Cargo recibió reseñas positivas de parte de los críticos, elogiando su profundidad emocional y el desempeño de Freeman. En la revisión del sitio web Rotten Tomatoes, la película tiene un índice de aprobación del 89%, basado en 28 revisiones, y una calificación promedio de 7.1 sobre 10. El consenso crítico del sitio web afirma: "Cargo adopta un enfoque refrescante en el género zombie que se distingue aún más por su entorno australiano y por la excelente actuación principal de Martin Freeman".

## Sinopsis
Andy, su esposa Kay y su pequeña hija Rosie encuentran un bote y se desplazan por el río, escapando de una extraña epidemia que azota a la humanidad y que convierte a las personas en zombis hambrientos de carne. Al agotarse las provisiones, Andy encuentra un bote abandonado en el río y lo explora, encontrando algunas latas de alimento. Su esposa, curiosa por lo que podría haber en el bote, se dirige a explorarlo mientras Andy duerme. Al ingresar, es mordida por uno de los zombis. La pareja deja el bote y se traslada en búsqueda de un hospital donde Kay pueda ser tratada, pero en el camino sufren un accidente y Andy resulta mordido en el brazo por su propia esposa, dejándolo a su propia suerte con su pequeña hija. En el camino se encuentra con una pequeña aborigen llamada Thoomi, que paradójicamente se convierte en la única oportunidad para la supervivencia de la pequeña Rosie.

## Reparto
- Martin Freeman como Andy Rose.
- Susie Porter como Kay Caine.
- Anthony Hayes como Vic Carter.
- Caren Pistorius como Lorraine Cassidy.
- David Gulpilil como Daku.
- Kris McQuade como Etta.
- Bruce R. Carter como Willie.
- Natasha Wanganeen como Josie.
- Introduciendo a Simone Landers como Thoomi.